# 楊格爾院士街站
楊格爾院士街站（羅馬化：Ulitsa akademika yangelya）是莫斯科地鐵謝爾普霍夫－季米里亞澤夫線的一個車站。車站開通於2000年8月31日，在2001年12月之前曾是謝爾普霍夫－季米里亞澤夫線最南端的車站，設計者是Vladimir Filippov和Svetlana Belyakova。